# 川中瀬奈
川中 瀬奈（かわなか せな、7月13日 - ）は日本の元女性声優。以前はアトリエピーチ（ジュニア）に所属していた。主にアダルトゲームに声をあてている。

## 人物
桃塾2期生。
子供の時からオタクだったが、自分の職業として声優を意識したのは高校時代から。大学入学後に本格的に声優を目指すことに決め、調査や勉強を始める。毎年コミックマーケットなどに足を運んでいたほか、小説やイラストも描いていた。
声優としてのデビューは、LiLiTHのWebラジオ『マリと春乃の絶対リリス2.5』。パーソナリティが抜けた後にアシスタントとして入り、後に専用のコーナーも作られた。
芸名は音の響きを優先して、さわやかさをイメージしてつけた。
好きな食べ物は豚骨ラーメンとマカロン。新選組、特に土方歳三が好きで、遠出して資料館を巡ったりするという。好きな漫画は『HUNTER×HUNTER』。

## 出演
太字はメインキャラクター。

### OVA
- こえでおしごと! The ANIMATION（2010年、女生徒、桃花）[3]
- My妹〜小悪魔なAカップ 下巻「お兄ちゃんに夢中だよ」（2012年、康子ちゃん[4]）
- アイドル候補生 stage.1（2013年、亜美[5]）

### アダルトゲーム
- 揺り籠より天使まで（2011年、ライラ[3]）
- 12+（2011年、ベディヴィア、ルーカン、学生A）[3]
- アルテミスブルー（2011年、今日子、オペレーター、園児A）[3]
- オトミミ∞インフィニティー（2011年、獣人の女学生A、島民E）[3]
- 雪鬼屋温泉記（2011年、ミラ、百花）[3]
- 処女と魔王とタクティクス（2011年、レイカ・エリノア / ドールマスター[6]）
- 翠の海 -midori no umi-（2011年、深雪[7]）
- ワルキューレロマンツェ 少女騎士物語（2011年、ミアータ・ラッセル[3]）
- リア充催眠〜リアルが充実する催眠生活はじめました。〜（2012年、上野ひかり[8]）
- 虹翼のソレイユ-ⅶ's World-（2012年、スクルド[9]）
- にゃんカフェマキアート〜猫がいるカフェのえっち事情〜（2013年、早久美鞠[10]、PoCoたん、しらたま[3]）

### 吹き替え
- スノーホワイト・デッド（ナタリー[1]）
- Neighbor（ティナ / 女6[1]）
- ネクロノス[3]

### ドラマCD
- こえでおしごと!
  - オーディオドラマ第一話（2009年、生徒[3]）
  - 単行本5巻特典ドラマCD（生徒[3]）
  - 単行本8巻特典ドラマCD（2012年、城山絢雨[1]）
  - 単行本9巻限定版特典 ボイスカレンダー（2012年、城山絢雨[1]）

### Webラジオ
- マリと春乃の絶対リリス2.5（アシスタントパーソナリティー）
- SkyFish・2012エープリルフール企画（pocoたんの声[1]）

### Web番組
- きりー＆せなの試してびしょゲー!!（パーソナリティ）

## ディスコグラフィ

### その他参加楽曲
| 発売日        | 商品名                              | 歌                 | 楽曲              | 備考                                       |
| ------------- | ----------------------------------- | ------------------ | ----------------- | ------------------------------------------ |
| 2011年6月24日 | 処女と魔王とタクティクス 初回特典CD | 小倉結衣、川中瀬奈 | 「Beautiful Day」 | PCゲーム『処女と魔王とタクティクス』作中歌 |